# Castillo de Peña Manil
El Castillo de Peña Manil, hoy en día en ruinas, está situado en la zona oriental de Asturias, en el concejo de Cangas de Onís.
Este castillo estaba situado en la peña del mismo nombre que está situada cerca del pueblo de Cebia en la parroquia de Labra.
En 1906 Hermilio Alcalde del Río prehistoriador y académico de la historia, realiza la primera exacavación del yacimiento, en la que encuentra fragmentos de cerámica. Tras diversos estudios este historiador juzga el lugar como un asentamiento de principios de la Reconquista, ya que desde esa posición se ve una amplia zona.
Estudios posteriores indican que este asentamiento pudo estar en el mismo lugar en dónde existía un castro.
- Datos: Q8342504